# Alonnisos
Alonnisos (griechisch Αλόννησος (f. sg.)) ist eine griechische Insel der Nördlichen Sporaden. Zusammen mit drei bewohnten und zahlreichen umliegenden unbewohnten Inseln bildet Alonnisos eine Gemeinde in der griechischen Region Thessalien.

## Lage
Alonnisos liegt etwa 4 km östlich von Skopelos. Bei einer Länge von 20 km und einer Breite von etwa 4,5 km beträgt die Fläche der Insel 64,118 km². Damit ist Alonnisos die drittgrößte Insel der Nördlichen Sporaden. Die höchste Erhebung auf Alonnisos ist mit 475 m der Kouvouli, im Gemeindegebiet wird er von dem Gipfel der Insel Gioura mit 570 m übertroffen.

## Geschichte
Knochenfunde bei Kokkinokastro von prähistorischen Tieren und Menschen, sowie Werkzeugen wurden auf die Zeit um 100.000 v. Chr. datiert. Vermutlich war zu dieser Zeit Alonnisos über eine Landbrücke mit den westlichen Nachbarinseln und Thessalien verbunden. Jungsteinzeitliche Werkzeuge wurden im Inselinneren bei Kastraki entdeckt. Weitere Zeugnisse der Jungsteinzeit konnten auch auf heute unbewohnten Nachbarinseln wie Kyra Panagia nachgewiesen werden.
Die für Griechenland eher seltenen Zeugnisse aus dem Mesolithikum wurden auf der Insel Gioura zum ersten Mal auf einer Ägäisinsel nachgewiesen.
Im 16. Jahrhundert v. Chr. hieß die Insel Ikos (Ίκος) und war kretische Kolonie. Die Kreter brachten den Anbau von Oliven und Wein auf die Insel. Zwischen dem 14. und 13. Jahrhundert v. Chr. wurde die Insel mykenische Kolonie.
Nachdem die Athener Flotte unter dem Kommando des Feldherren Kimon die Piraterie erfolgreich bekämpfte, traten Ikos und die anderen Inseln der Nördlich Sporaden dem Attischen Seebund 476 v. Chr. bei. Der griechische Geograph Skylax berichtete im 5. Jahrhundert v. Chr. von den beiden Städten Kokkinokastro und dem alten Ort Alonnisos. Ikos war berühmt für die Weinerzeugung. Werkstätten für die Erzeugung von Amphoren konnten an verschiedenen Stellen der Insel nachgewiesen werden. Die Henkel der Amphoren waren mit der Aufschrift Ikion (Produkt aus Ikos) versehen. Deshalb konnte der Weinhandel bis zur Nordküste des Schwarzen Meeres und nach Alexandria nachgewiesen werden.
Die Insel wurde 190 v. Chr. von der römischen Flotte erobert.
Mit der Einnahme Konstantinopels im Zusammenhang mit dem Vierten Kreuzzug im März 1204. n. Chr. kam Ikos in den Machtbereich des neu gegründeten Lateinischen Kaiserreichs. Nach der Eroberung von Konstantinopel durch die Osmanen 1453 n. Chr. wurden die Insel venetianische Kolonie. Die osmanische Flotte unter dem Korsar und Kapitän Chaireddin Barbarossa eroberte 1538 n. Chr. die Insel.
Ihren heutigen Namen Alonnisos erhielt die Insel erst 1831. Im 16. Jahrhundert n. Chr. hieß sie Liadromia und später Chiliodromia.

### 20. Jahrhundert
Alonnisos wurde am 9. März 1965 von einem schweren Erdbeben mit der Stärke von 6,3 auf der Richter-Skala erschüttert: das Erdbeben kostete zwei Menschenleben, 85 % der Häuser wurden zerstört. Die Häuser im gleichnamigen Hauptort, auch Chora genannt, wurden stark beschädigt. Lediglich die dicken Häuserwände des festungsartig angelegten Dorfes blieben größtenteils stehen, die meisten Dächer stürzten aber ein. Viele Einwohner bauten ihre Häuser nicht wieder auf, sondern zogen um in den Hafenort Patitiri, der sich seitdem zum Verwaltungs- und Einkaufszentrum der Insel entwickelt hat. Von der Lage des zerstörten Dorfes auf etwa 250 m Höhe beeindruckt, kauften Ausländer die Ruinen auf und schufen daraus kleine Ferienhäuser.

## Gemeinde Alonnisos
Nach der Volkszählung von 2011 zählt die Gemeinde 2.750 Einwohner, die sich auf folgende Dörfer und Siedlungen verteilen. Die laut der Volkszählung bewohnten Inseln sind de facto inzwischen nicht mehr dauerhaft bewohnt.
- Patitiri (Πατητήρι (n. sg.)), 1.628 Einwohner
- Agios Petros (Άγιος Πέτρος (m. sg.)), 22 Einwohner
- Alonnisos (Αλόννησος (f. sg.)), 208 Einwohner
- Votsi (Βότση (f. sg.)), 473 Einwohner
- Gerakas (Γέρακας (m. sg.)), 62 Einwohner
- Isiomata (Ισιώματα (n. pl.)), 49 Einwohner
- Kalamakia (Καλαμάκια (n. pl.)), 59 Einwohner
- Marpounda (Μαρπούντα (n. pl.)), 59 Einwohner
- Mourtero (Μουρτερό (n. sg.)), 48 Einwohner
- Steni Vala (Στενή Βάλα (f. sg.)), 104 Einwohner

Bewohnt sind nach der Volkszählung 2011 ferner die Inseln Kyra Panagia (2 Einwohner), Peristera (30 Ew.) und Piperi (6 Ew.).

### Die einzelnen Inseln
| Name                             | griechischer Name                             | Fläche km² | Lage                         |
| -------------------------------- | --------------------------------------------- | ---------- | ---------------------------- |
| Alonnisos                        | Αλόννησος (f. sg.)                            | 064,1184   | 39° 13′ N, 23° 55′ O         |
| Psathoura (Theousa)              | Ψαθούρα (n. sg.) (Θέουσα)                     | 00,7633    | 39° 29′ 53″ N, 24° 10′ 49″ O |
| Psathonisi (Psathoropoula, Myga) | Ψαθονήσι (n. sg.) (Ψαθουροπούλα, Μύγα, Μυίγα) | 00,0210    | 39° 28′ 57″ N, 24° 10′ 53″ O |
| Gioura                           | Γιούρα (n. pl.)                               | 011,0518   | 39° 23′ 41″ N, 24° 10′ 19″ O |
| Drakoni                          |                                               |            | 39° 23′ 48″ N, 24° 11′ 15″ O |
| Piperi (Avatos)                  | Πιπέρι (n. sg.) (Άβατος)                      | 04,2277    | 39° 21′ 7″ N, 24° 19′ 29″ O  |
| Pappous                          | Παππούς (m. sg.)                              | 00,0830    | 39° 21′ 13″ N, 24° 7′ 16″ O  |
| Strongylo (Koumbi)               | Στρογγυλό (n. sg.) (Κουμπί)                   | 00,0220    | 39° 21′ 0″ N, 24° 7′ 41″ O   |
| Prasso (Grammeza, Gramiza)       | Πράσσο Γιούρων                                | 00,8430    | 39° 20′ 32″ N, 24° 8′ 18″ O  |
| Kyra Panagia                     | Κυρά Παναγιά (f. sg.)                         | 024,7600   | 39° 19′ 53″ N, 24° 4′ 16″ O  |
| Sfika                            | Σφήκα (f. sg.)                                | 00,0520    | 39° 21′ 35″ N, 24° 4′ 44″ O  |
| Melissa                          | Μέλισσα                                       |            | 39° 17′ 33″ N, 24° 5′ 26″ O  |
| Kyra                             | Κυρά (f. sg.)                                 |            | 39° 19′ 18″ N, 24° 3′ 19″ O  |
| Pelerissa (Fagkrou)              | Πελέρισσα (Φαγκρού)                           | 00,1740    | 39° 18′ 48″ N, 24° 2′ 17″ O  |
| Pelagonisi                       | Πελαγονήσι (n. sg.)                           |            | 39° 19′ 35″ N, 24° 2′ 29″ O  |
| Stavros (Moro)                   | Σταυρός (Μωρό)                                |            | 39° 16′ 23″ N, 23° 59′ 21″ O |
| Pedi                             | Παιδί                                         |            | 39° 16′ 17″ N, 23° 59′ 5″ O  |
| Lechousa (Lykorema, Lykorina)    | Λέχουσα (f. sg.) (Λυκόρεμα, Λυκουρίνα)        | 00,6885    | 39° 13′ 45″ N, 23° 59′ 57″ O |
| Peristera (Aspro, Xero)          | Περιστέρα (f. sg.) (Άσπρο, Ξερό)              | 014,2546   | 39° 12′ 8″ N, 23° 58′ 54″ O  |
| Kokkinonisi                      | Κοκκινονήσι (n. sg.)                          |            | 39° 9′ 40″ N, 23° 54′ 16″ O  |
| Drakos                           |                                               |            | 39° 8′ 19″ N, 23° 52′ 9″ O   |
| Barketa                          |                                               |            | 39° 8′ 48″ N, 23° 59′ 57″ O  |
| Adelfopoulo (Mikro Adelfi)       | Αδελφόπουλο (n. sg.) (Μικρό Αδέλφι)           | 00,3914    | 39° 7′ 33″ N, 23° 59′ 17″ O  |
| Adelfi (Megalo Adelfi)           | Αδέλφι (n. sg.) (Μεγάλο Αδέλφι)               | 01,0267    | 39° 6′ 50″ N, 23° 58′ 49″ O  |
| Gaidouronisi                     | Γαϊδουρονήσι (n. sg.)                         |            | 39° 4′ 25″ N, 23° 57′ 22″ O  |
| Polyrichos                       | Πολύριχος                                     |            | 39° 4′ 37″ N, 23° 57′ 18″ O  |
| Kasidis                          | Κασίδης                                       |            | 39° 6′ 24″ N, 24° 5′ 31″ O   |
| Lachanou                         | Λαχανού                                       | 00,050     | 39° 6′ 17″ N, 24° 5′ 47″ O   |
| Polemika                         | Πολεμικά                                      | 00,1140    | 39° 6′ 6″ N, 24° 6′ 2″ O     |
| Skantzoura                       | Σκάντζουρα (n. pl.)                           | 06,2288    | 39° 4′ 51″ N, 24° 6′ 37″ O   |
| Strongylo Skantzouras            | Στρογγυλό Σκάντζουρας (n. sg.)                |            | 39° 4′ 58″ N, 24° 5′ 11″ O   |
| Prasso Skantzouras               | Πράσσο Σκάντζουρας (n. sg.)                   | 00,2620    | 39° 4′ 19″ N, 24° 5′ 45″ O   |
|                                  |                                               |            | 39° 3′ 15″ N, 24° 4′ 59″ O   |
| Skandili                         | Σκαντήλι (f. sg.)                             | 00,2104    | 39° 2′ 56″ N, 24° 4′ 54″ O   |
| Korakas                          | Κόρακας (n. sg.)                              | 00,1204    | 39° 2′ 6″ N, 24° 3′ 42″ O    |
| Agios Georgios                   | Άγιος Γεώργιος (m. sg.)                       | 00,4170    | 39° 8′ 6″ N, 23° 48′ 5″ O    |
| Mikro (Mikronisi)                | Μικρό (n. sg.)                                | 00,0810    | 39° 8′ 28″ N, 23° 48′ 35″ O  |
| Stavros                          | Σταυρός                                       |            | 39° 11′ 32″ N, 23° 51′ 55″ O |
| Manolas                          | Μανωλάς                                       | 00,0920    | 39° 12′ 6″ N, 23° 51′ 46″ O  |

## Bevölkerungsentwicklung
| Jahr | Einwohner                                           |
| ---- | --------------------------------------------------- |
| 1981 | 1.554 (Gemeinde)                                    |
| 1991 | 2.985 (Gemeinde), 264 (Alonissos), 1.846 (Patitiri) |
| 2001 | 2.700 (Gemeinde)                                    |

## Natur
Der Boden der gebirgigen Insel besteht hauptsächlich aus Kalkstein. Auf ihm wachsen Fichten, Oliven, Feigen, Mandeln und Weinreben. An den wilden Stränden leben Robben und wilde Tauben.
Die Strände der Insel bestehen überwiegend aus grobem Kies und sind zumeist nur zu Fuß, mit einem Moped oder einem Boot zu erreichen. Das Ökosystem des Meeres an der Nordseite der Insel befindet sich in einem sehr guten Zustand. Vermutlich ist hier deswegen das seltenste Säugetier Europas, die Mönchsrobbe (Monachus monachus), heimisch. Um sie und andere Tiere zu schützen, wurde 1992 der Nationale Meerespark Alonnisos eröffnet.

## Wissenswertes
Auf Alonnisos befindet sich eine Lehranstalt für Homöopathie.